# 梅萨罗什·高布里艾洛
梅萨罗什·高布里艾洛（匈牙利語：Mészáros Gabriella，1913年12月14日—1994年4月4日），匈牙利女子竞技体操运动员。她曾代表匈牙利获得1936年夏季奥运会体操比赛女子团体全能铜牌。她于1994年在布达佩斯去世。